# 娼婦ケティ
『娼婦ケティ』（オランダ語: Keetje Tippel）は、ポール・バーホーベン監督による1975年のオランダのドラマ映画である。ニール・ドフの回想録を原作としている。オランダでは商業的に成功した。

## キャスト
- ルトガー・ハウアー
- モニク・ヴァン・デ・ヴェン
- エディ・ブラグマン
- ピーター・フェイバー
- ハンナ・ド・リューイ